# 사회진화론

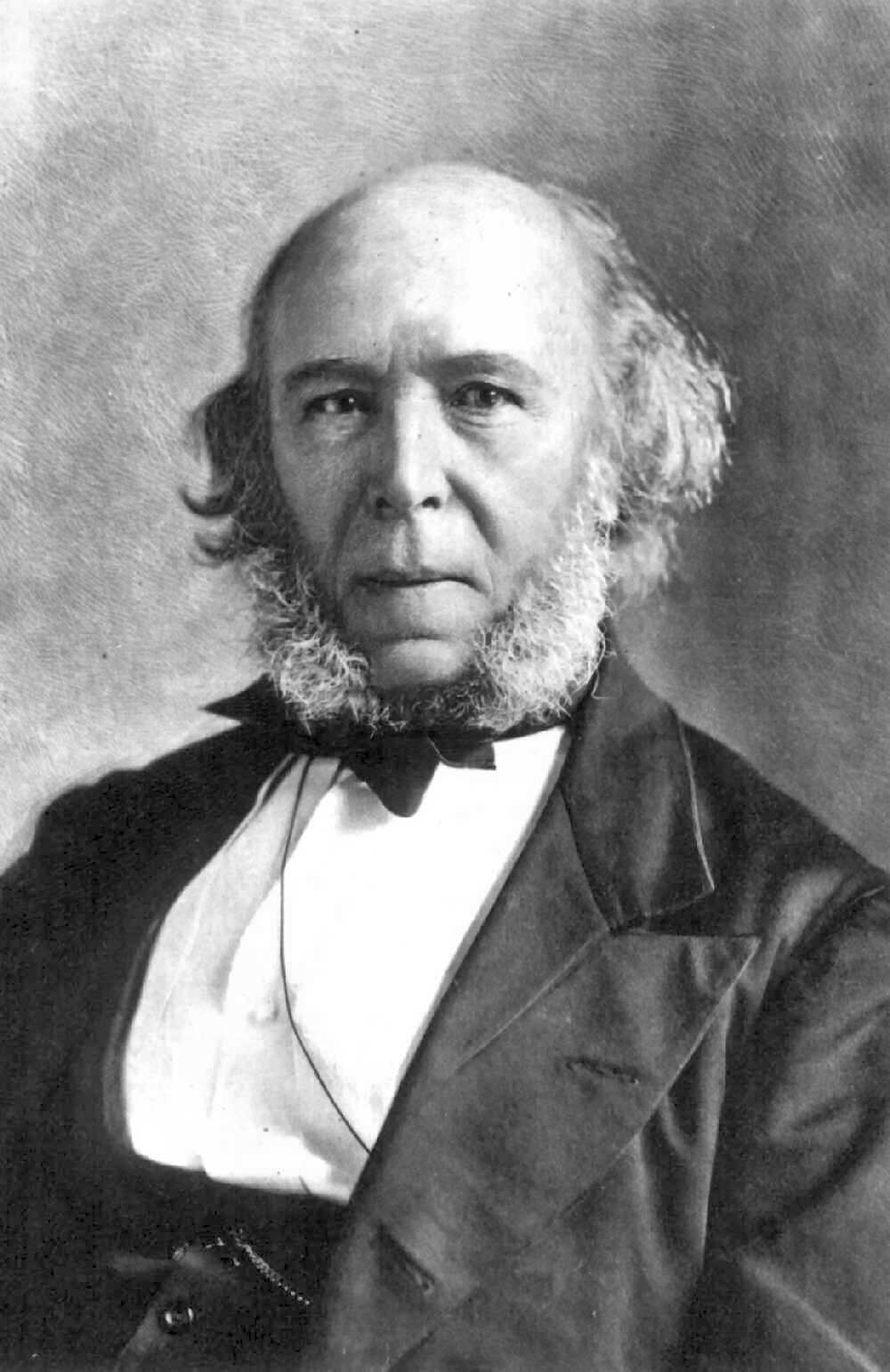
허버트 스펜서

사회진화론(社會進化論, 영어: Social Darwinism)은 생물진화론의 적자생존과 자연선택을 사회학에 적용하여 사회, 경제, 정치를 해석하는 다양한 이론과 견해를 말한다. 19세기 찰스 다윈이 발표한 생물진화론에 입각하여 허버트 스펜서가 처음 확립하였고, 그 후 19세기 말부터 유행하였다.
사회진화론은 인종차별주의나 파시즘, 나치즘을 옹호하는 근거와 신자유주의의 경제적 약육강식 논리에 사용되기도 하였다. 스펜서는 무자비한 생존경쟁을 옹호했고, 빈자에게 자선을 베푸는 것은 잡초 제거에 방해가 된다는 이유로 반대했다. 따라서 가난한 자들이 많았던 러시아에서는 상호부조론을 통해 인간은 때로는 경쟁하기도 하지만 기본적으로는 협조를 통해 살아가는 존재라 주장하기도 했다. 제2차 세계 대전 이후부터는 나치즘과의 연관성 및 과학적 근거의 부족으로 인해 극복해야 할 사상으로 언급된다.
윌리엄 제닝스 브라이언은 사회진화론이 생물진화론의 필연적 귀결이라며 사회진화론의 비도덕성을 생물진화론을 부정하는 근거로 사용하기도 했다. 한편 스티븐 핑커는 이것이 자연에 호소하는 오류로서, 자연선택은 생물학적 현상에 대한 설명이지만 그렇다고 해서 이것이 인간사회에 도덕적으로 바람직하다는 의미로 귀결되지는 않는다고 반박했다.

## 역사
사회진화론적 생각은 18세기 유럽 사회에서는 매우 일반적이었다. 18세기 유럽에서는 계몽사상이 크게 유행했는데, 헤겔과 같은 철학자나 사상가는 사회는 거듭하면 할수록 더욱 발전한다고 보았다. 허버트 스펜서 이전에 사회진화론적 의견을 가졌던 이들은 사회 본연의 모습을 투쟁임을 강조하였다.
허버트 스펜서는 다윈의 진화론을 범우주적인 법칙으로 확대할 수 있다고 보았다. 또한, 사회학은 사회의 진화를 밝히는 학문이라고 주장했다. 허버트 스펜서는 다윈의 생물진화론과 마찬가지로, 사회는 단순한 상태에서 진화하여 더욱 복잡한 형태로 된다고 보았다.(그러나, 생물진화론에서 복잡한 생물체가 진화하여 단순한 형태로 변할 수도 있다는 사실은 무시했다.) 또한, 이러한 변화 과정에서 생물이 진화하면서 몸의 기능이 분화하거나 통합하는 것처럼, 사회도 발전하면서 그 기능이 분화하거나 통합한다고 보았다. 그리고 생물진화론의 적자생존처럼, 사회도 적자생존의 원칙에 적용된다고 보았다. 이러한 사회진화론은 기존의 사회 이론과는 크게 다른 점이 많은데, 이는 사회진화론에서 다윈의 생물학 이론이 사회학에, 그것도 엉터리로 해석되어 적용된 것이기 때문이다
그 이후 사회진화론은 월터 베젓 등과 같은 학자들에게 연구되었고 다양한 의견이 나오게 되었다. 그리고 사회진화론은 영국, 독일, 미국 등에 알려졌으며, 실제 제국주의의 정당화, 소수 자본가의 독점, 나치즘 등을 정당화하는 데 쓰였으며 이에 창조론을 옹호하는 이들은 사회진화론이 나치당이 힘을 갖게 되고 다시 전쟁을 일으킨 이데올로기였다는 비판을 가하기도 했다.
사회진화론이 미국 사회 전반에 널리 알려진 것은 1944년 미국 역사학자인 리처드 호프스태터의 저서 《Social Darwinism in American Thought》때문이었으며, 그 이후 사회진화론을 분석하고자 하는 이들이 많이 생겨났다. 이들은 주로 사회진화론을 옹호하는 견해보다는 비판하는 시각이 강했다. 또 교육, 사회, 정치, 경제 등의 학문이 발전하게 되면서 사회진화론의 이론 구조 자체가 흔들리기 시작했다.

## 세계에 끼친 영향
19세기 말부터 20세기 초까지 유럽 사회에서 사회진화론은 여러 가지 방향으로 해석되었다. 그 예로, 사회진화론은 독일과 영국에서 크게 유행하였는데, 주로 식민지 확대와 군사력 강화의 측면에서 많은 영향을 주었다. 또한, 이들 사이에서 사회진화론에 대한 해석은, 인종과 종족 간의 화합과 협동이라는 측면보다 투쟁이라는 측면으로 해석했다. 사회진화론은 인종차별주의적 정치 또는 행동의 근거가 되기도 했는데, 대표적으로 나치가 한 유대인 말살 정책이 그것이다. 이들의 주요한 논리는 게르만족의 우월성이었는데, 이러한 논리의 밑바탕에는 사회진화론이 있었다.
사회진화론은 20세기 초에 영국의 거대한 사회 변화의 주요한 원인이 되기도 했다. 로이드 조지와 처칠은 라운트리의 보고서에 근거하여 사회 개혁을 추진하게 된다. 이 보고서는 요크 지방의 빈곤층을 중심으로, 왜 빈곤층은 아무리 노력해도 가난에서 벗어나는 것이 불가능한지를 설명하였다. 이러한 견해는 기존의 빈곤층이 가난한 원인을 단지 게으르고 멍청하기 때문이라는 견해는 틀리다는 시각을 확대하였고, 나아가 영국의 정치를 빈곤층들의 복지에 중점을 두게 하였다. 이러한 사회 변화는 적자생존에 관한 사회진화론의 영향을 많이 받았다고 볼 수 있다.
1870년부터는 미국에도 사회진화론이 알려졌다. 윌리엄 그레이엄 섬너같은 경제학자들이 유명하다. 하지만 기록에 따르면, 섬너는 완전히 사회진화론을 신뢰하지는 않았다고 한다. 아무튼, 미국 사회에서 사회진화론의 영향은 대단했는데, 대표적인 예가 앤드루 카네기와 존 록펠러 같은 독점 자본가들의 무자비한 상행위를 정당화하는 데 쓰인 것이다.
사회진화론은 일본에 전달되어 교육 풍토를 바꾸는 원인이 되었다. 또한, 중국에서는 양무운동이 실패하고 나서 중체서용의 한계를 느낀 캉유웨이 등은 사회진화론을 적극적으로 받아들여 법과 제도까지 서양의 것을 받아들이는 변법자강운동을 실시하였다.

## 한국에 끼친 영향
조선도 1880년 이후 사회진화론이 알려지기 시작했다. 그리고 그 이후에 등장한 대한제국 때에는 학술 잡지나 신문 등에 사회진화론에 대한 글이 많이 생겨났으며 유길준, 윤치호 등은 사회진화론을 적극 받아 들였다. 사회진화론이 전래 되면서 부국강병과 계몽 운동을 위한 여러 활동을 벌였는데, 이는 일본의 식민지가 되어가는 까닭을 국민이 무지하고, 나라가 약하다는 것으로 인식했기 때문이다.
적자생존설과 약육강식을 기본 골자로 하는 사회진화론은 찬반 양론이 나뉘게 되었다. 사회진화론에 찬성한 인물로는 윤치호, 유길준, 서재필, 박중양, 김규식, 이범석, 안호상, 이광수 등이었고, 사회진화론을 부정한 인물로는 이승만, 장면, 윤보선, 김성수, 장덕수 등이 있었다. 따라서 지식인들은 계몽 운동을 통한 국민 교육과 강한 군사를 실시하고, 자주적이고도 독립적인 국가로 거듭나고자 하였다. 하지만 사회진화론은 일부 지식인들이 자국의 사회적 수준이 일본에 뒤떨어졌다는 생각에 스스로 독립 의지를 무너뜨리는 원인이 되기도 하였으며, 실제 이에 따라 변절한 이들도 있었다. 이광수와 같이 처음에는 독립운동에 적극적으로 참여하였다가 후에 사회진화론으로 말미암아 열등감을 느껴 철저한 친일파로 변절한 것이 예이다.
사회진화론이 유교적 사상에 끼친 영향 또한 컸다. 그 당시에는 사회는 갈수록 퇴보하고 타락하기 때문에 예전의 이상 사회로 되돌아가야 한다는 유교적 사상이 일반적이었는데, 사회는 갈수록 진화한다는 사회진화론은 사회를 퇴보한다고 규정한 유교적 인식을 밖으로 몰아세웠다. 따라서 현실을 인식하는 체계 자체가 차차 바뀌어 갔고. 이런 성향은 지식인들에게 계몽에 대한 의지를 심어주었다.

## 비판
사회진화론은 다윈의 진화론을 자의적으로 해석한 약육강식과 적자생존의 원칙에 입각한다. 그러나 다윈의 진화론의 요지인 '자연 선택'과는 전혀 상관없는 원칙이다. 사회현상에서 약육강식, 적자생존의 원칙으로 해석하기에는 무리가 있기 때문이다.
그러기에 자유방임주의에서 이윤을 추구하여 경쟁하는 것으로 해석하기도 하고, 환경에 따라 점점 진화하는 원리에 따라 사회도 점점 진화된다는 것으로 해석하기도 한다. 그리고 식민지 개발과 선진국의 후진국 착취를 정당화하는 데 쓰이기도 하였다.
사회진화론이 오늘날에 많은 비판을 받고, 심지어 극복의 대상으로까지 여겨진다. 그 까닭은 두가지로 요약된다.
첫째로 사회는 갈수록 진보된다는 것이 타당하지 않은 것으로 보기 때문이다. 사회는 진보만 하는 것이 아니라 전쟁, 병, 재난, 경제 하락 등으로 오히려 퇴보하거나 멸망할 수도 있다. 때문에 이러한 사회의 진보에 대한 사회진화론은 자주 거론되지 않는다. 또한, 약소국이 계속 힘 없는 나라일 것이라는 보장도 없다. 정치적, 경제적 성장이 이루어진 약소국은 더 이상 약소국이라 불리지 않을 것이다. 이렇게 급성장한 나라들이 생겨나기 때문에 강대국과 약소국에 대한 기준도 애매모호하다.
둘째로, 사회진화론이 식민지 개발과 약소국 착취를 정당화한 것이다. 이것은 서구 문명에 대한 지나친 우월감으로 생겨난 것으로 보기도 하는데, 이 견해의 결론은 '식민지 개발은 정당화될 수 있고, 서구 문명은 우월하다.'라는 것이 되기 때문이다.

## 같이 보기
- 진화론
- 적자생존
- 식민지
- 문화진화론
- 사회문화적 진화

## 참고 자료
- 「한국의 교양을 읽는다」, 사회 변화의 힘은 무엇인가?, 강호영 저, 휴머니스트(2006년, 117~121p)
- 「한국 근대사 산책」, 유길준과 사회진화론, 강준만 저, 인물과사상사(2007년, 288~195p)
- 「종교전쟁」, 종교에 미래는 있는가, 장대익 저, 사이언스북스(2009년, 314~327p)